# Shaka (Zeichen)

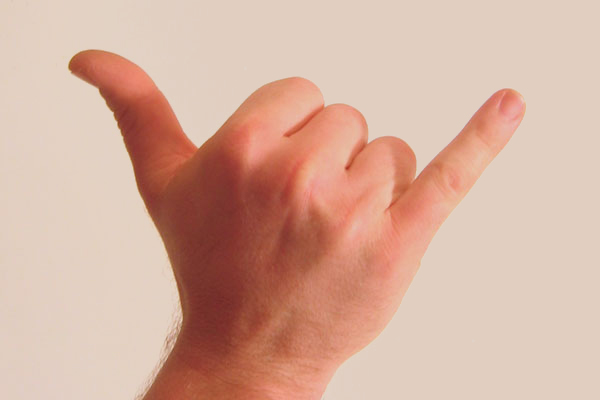
„Shaka“-Geste

Das Wort Shaka, begleitet von einer typischen Handhaltung, bei der die geschlossene Hand oder Faust mit abgespreiztem Daumen und kleinem Finger gehoben wird (siehe Abbildung), ist eine ganz allgemein auf Hawaii und per Übernahme durch die dortigen Surfer auch unter diesen Sportlern gebräuchliche Geste, die zu verschiedenen Anlässen gebraucht wird und etwa so viel bedeutet wie „Cool!“, „Locker!“, „In Ordnung!“, „Gute Welle“. Ursprünglich steht es für die zwischen diesen Fingern symbolisch gespannte Hängematte (hang loose, wie die Surfer sagen). Die Geste wurde im Juni 2024 per Gesetz zum offiziellen Handzeichen des Bundesstaates Hawaii erklärt.

## Verbreitung
Unter Windsurfern ist das Zeichen als Gruß verbreitet und wird als „Hang Loose“ bezeichnet. Hier hat dieser Gruß jedoch eine ganz reale Anwendung: die abgespreizten Finger stehen für den Trapez-Tampen und die Faust für den Haken des Trapezes, mit welchem sich der Windsurfer einhängt. Dadurch kann der Surfer die Arme entlasten und mit seinem Körpergewicht den Segeldruck des Windes halten, er „hängt“ im Segel.
Unter Surfern steht das Shaka für einen sog. „A-Frame“. Ein A-Frame ist eine Welle, die das perfekte Wellendesign oder Brechen einer Welle beschreibt. Die Welle bricht nur an einem Punkt und kann sowohl nach rechts als auch nach links abgesurft werden. Da der Mittelfinger der längste Finger an der Hand ist, stellt dieser den Peak oder höchsten Punkt einer Welle dar, dem beim Schließen der Hand zum Shaka-Gruß der Zeige- und Ringfinger folgt. Die Symbolik entspricht dem Absurfen einer Welle zur linken und rechten Seite. Der Daumen und der kleine Finger entspricht der Gischt, die aus dem Tunnel (Barrel, Tube) gepresst wird, wenn die Welle hohl bricht.

## Ursprung
Der exakte Ursprung ist letztlich nicht gesichert, doch existieren eine Reihe von Theorien. Nach Meinung des Polynesian Cultural Center und auch einer Recherche der Zeitung Honolulu Star Bulletin geht zumindest das Handzeichen auf den Hawaiier Kalili Hamana († um 1940) zurück, dem an einer Hand drei Finger fehlten.
Woher der begleitende Ruf rührt, ist ungeklärt. Der enthaltene Frikativ legt nahe, dass er aber wohl nicht der hawaiischen Sprache entstammt. Ein Ursprung könnte der Gebrauchtwagenhändler David „Lippy“ Espinda († 1975) sein, welcher in den 1960ern seine TV-Werbung jeweils mit diesem Handzeichen und einem enthusiastischen „Shaka, brah!“ beendete.

## Verwendung in der Öffentlichkeit
Das Shaka-Zeichen ist in Hawaii auf Autokennzeichen optional für eine Sondergebühr abgebildet.
Espinda zeigte die Geste auch häufig bei seinen Fernsehauftritten in verschiedenen Shows. Der US-amerikanische Politiker Frank Fasi verwendete sie in seinen Wahlkampagnen seit den 1970ern. 
Die Geste ist auch im polynesischen Raum als Grußgeste unter einheimischen Einwohnern verbreitet, so kann sie auf der Osterinsel und in Französisch-Polynesien beobachtet werden.
Auch Elvis Presley gebrauchte die Geste unter anderem in seinem Konzert „Aloha from Hawaii“ am 14. Januar 1973, als er am Ende der Show die Bühne verließ.
Ex-US-Präsident Barack Obama nutzte diese Geste, um die Abgeordneten aus Hawaii zu grüßen – er wuchs auf Hawaii auf.
Auch der brasilianische Fußballspieler und zweifache Weltfußballer Ronaldinho nutzte diese Geste oft beim Torjubel. Er schwenkte jedoch seine beiden Hände noch zusätzlich.
Im Russisch-Ukrainischen Krieg wurde das Zeichen von ukrainischen Soldaten sowie von Wagner-Söldnern und regulären russischen Truppen in ihren aufgenommenen Frontvideos genutzt.
Auch Claudius Fabig, alias „Robert Götz Matuschewski“, Autor, Moderator, Komiker und Unternehmer aus Berlin, gebraucht diese Geste gerne in seinen Videos.

## Sonstiges
Im amerikanischen und im deutschen Fingeralphabet steht die Geste für das Y bzw. y.